# Bezirke des Kantons Appenzell Innerrhoden

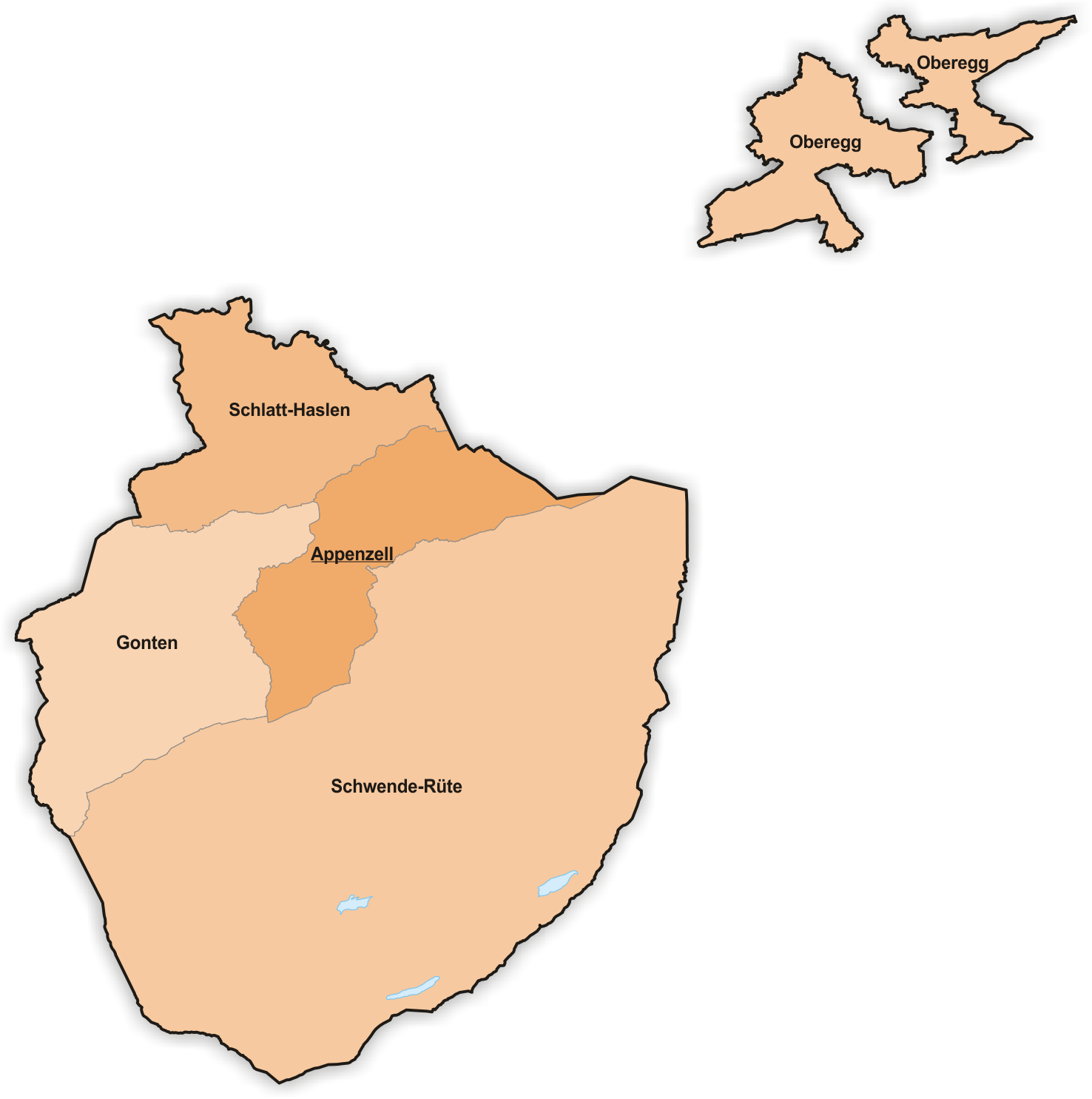
Bezirke des Kantons Appenzell Innerrhoden

Der Kanton Appenzell Innerrhoden umfasst fünf Bezirke. Im Kanton Appenzell Innerrhoden bilden die Bezirke die unterste Verwaltungseinheit und entsprechen damit weitgehend den Gemeinden in den anderen Kantonen. Sie werden auf Bundesebene aus Gründen einer einheitlichen Terminologie deshalb als politische Gemeinden bezeichnet. Im Unterschied zu den Gemeinden der übrigen Schweiz sind die Bezirke nicht die Träger des Gemeindebürgerrechts, sondern die beiden Landesteile; es gibt damit nur ein Gemeindebürgerrecht von Appenzell (Innerer Landesteil) und eines von Oberegg (Äusserer Landesteil).
Für das Dorf Appenzell, dessen Ortsteile in zwei Bezirken (Appenzell und Schwende-Rüte) liegen bzw. bis 2022 in drei Bezirken lagen, gibt es überdies die Feuerschaugemeinde.

## Liste der Bezirke
| Wappen         | Bezirksname    | Einwohner 31. Dezember 2023 | Ausländeranteil in Prozent 31. Dezember 2023 | Fläche in km² | Einwohner pro km² |
| -------------- | -------------- | --------------------------- | -------------------------------------------- | ------------- | ----------------- |
| Appenzell      | Appenzell      | 6009                        | 21,2                                         | 16,88         | 356               |
| Gonten         | Gonten         | 1464                        | 5,1                                          | 24,73         | 59                |
| Oberegg        | Oberegg        | 1931                        | 8,7                                          | 14,61         | 132               |
| Schlatt-Haslen | Schlatt-Haslen | 1121                        | 5,3                                          | 17,93         | 63                |
| Schwende-Rüte  | Schwende-Rüte  | 6060                        | 8,2                                          | 98,33         | 62                |

## Veränderungen im Bezirksbestand

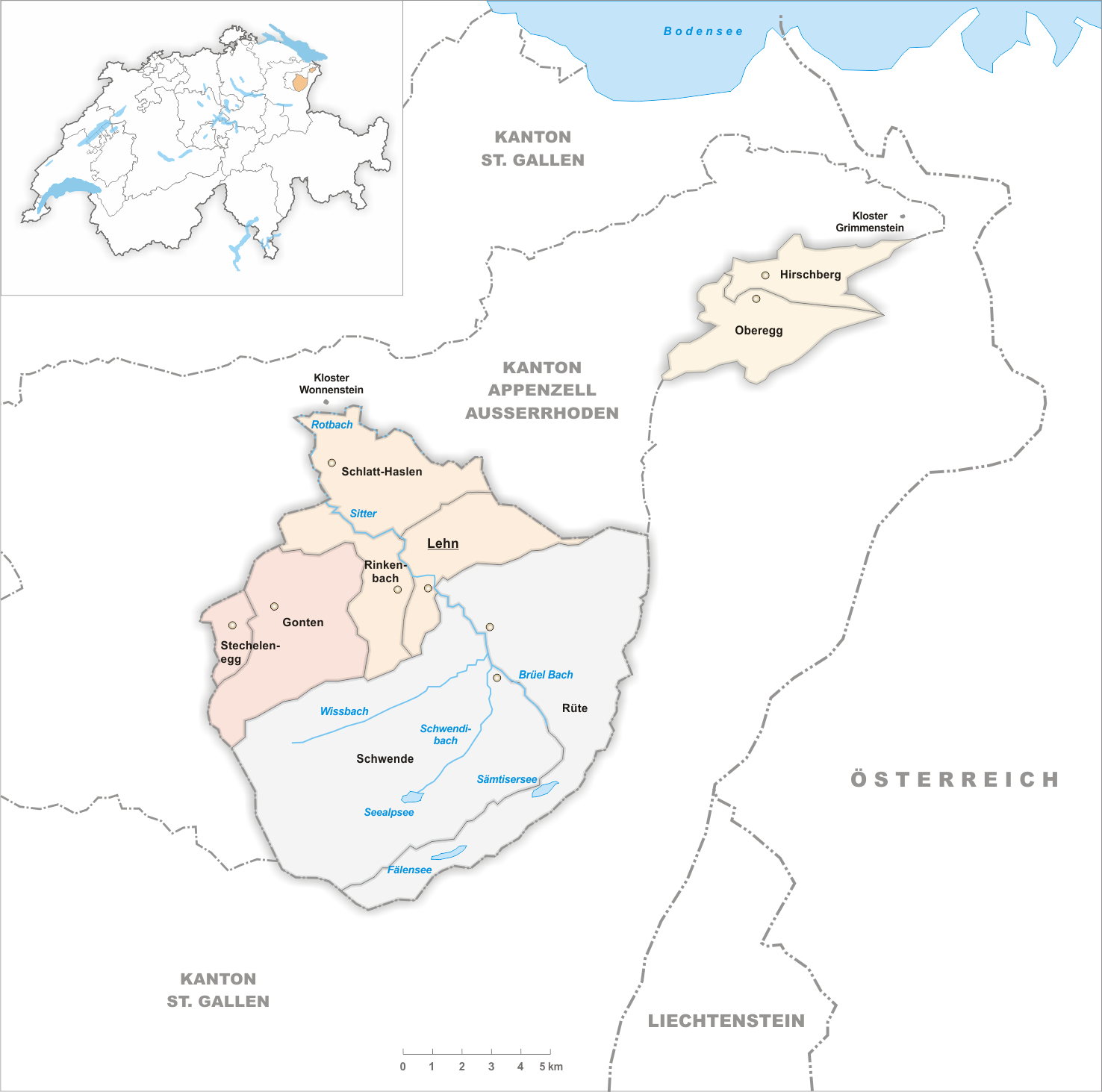
Bezirke bis 1872
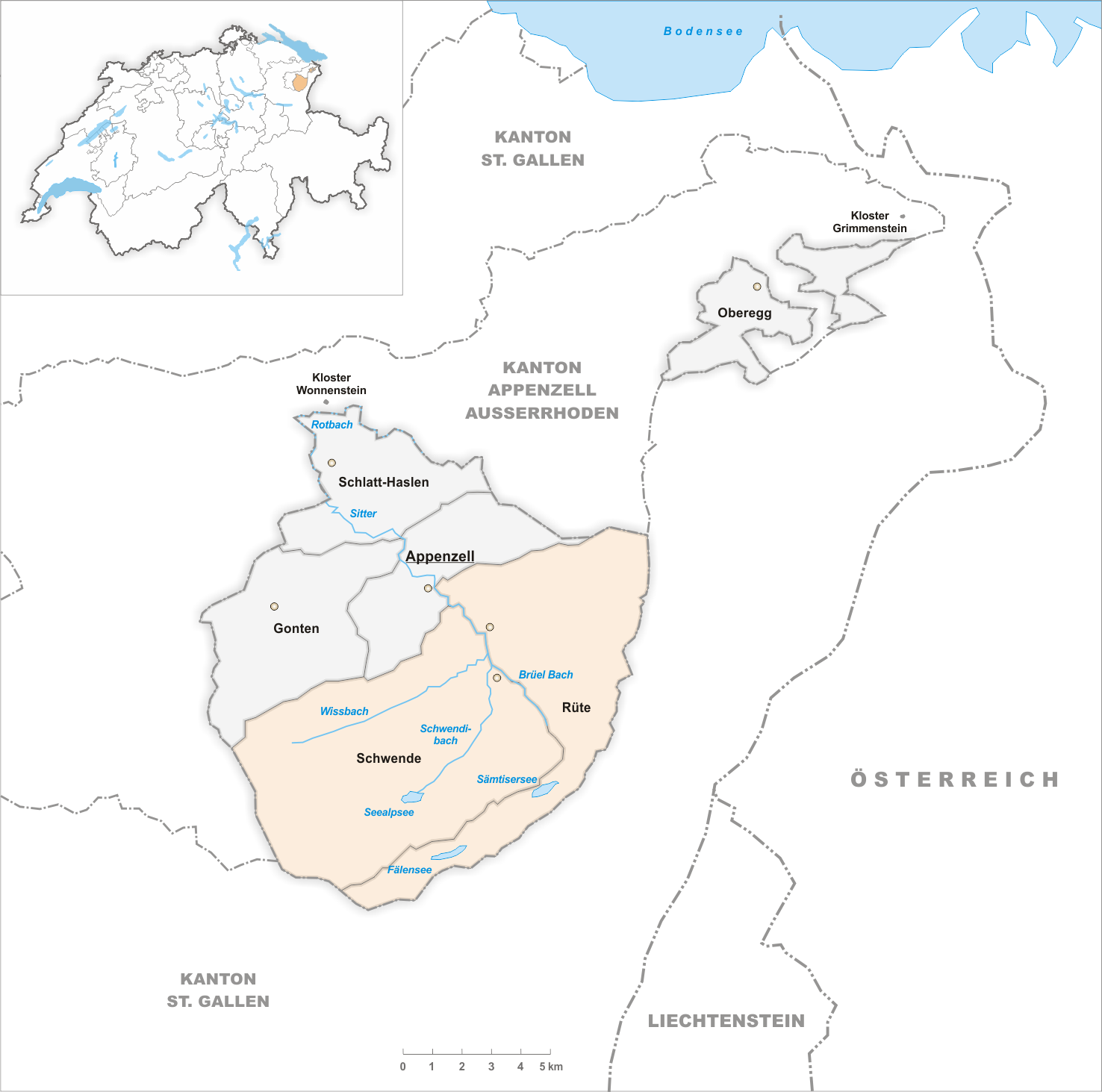
Bezirke bis 2022

- 1. Januar 1873: Fusion und Gebietsänderung Lehn, Rinkenbach und Schlatt-Haslen → Appenzell, Schlatt-Haslen
- 1. Januar 1873: Fusion und Gebietsänderung Gonten und Stechlenegg → Gonten
- 1. Januar 1873: Fusion Hirschberg und Oberegg → Oberegg

- 1. Mai 2022: Fusion von Rüte und Schwende → Schwende-Rüte